# Vorfeldorganisation
Eine Vorfeldorganisation ist eine politische Gruppierung, die einer politischen Partei oder einer Regierung nahesteht oder mit ihr kooperiert.

## Bedeutung
Diese Organisationen profitieren von Organisationsstrukturen einer Partei oder durch ihre strukturelle Unterstützung. Die Mitarbeit steht in der Regel auch Nicht-Parteimitgliedern offen und dient daher auch der Rekrutierung von potentiellen Mitgliedern und Interessenvertretern. Anders als bei Parteien selbst, sprechen sie ausschließlich bestimmte Interessengruppen an. Damit erhalten diese einen indirekten Zugang zu Personen, die nicht direkt für die Partei zu gewinnen wären.
Wird versucht, die Nähe zu einer Partei zu verschleiern, spricht man von einer Frontorganisation.

## Beispiele
Armin Pfahl-Traughber nennt verschiedene Vorfeldorganisationen der DKP. Die Vereinigung liberaler Kommunalpolitiker, die Liberalen Frauen und der Bundesverband Liberaler Hochschulgruppen gehören zu den Vorfeldorganisationen der FDP. Die von den Vorfeldorganisationen benannten Mitglieder gehören den Bundesfachausschüssen der FDP an, die das Recht haben, Anträge zur Behandlung auf dem Bundesparteitag und Vorschläge zur Wahl auf dem Bundesparteitag zu stellen. Die Bundesfachausschüsse wiederum werden vom Bundesvorstand der FDP „zur Bearbeitung von politischen und organisatorischen Parteiaufgaben eingesetzt.“
Die Vereinigung liberaler Kommunalpolitiker ist nach ihrer Satzung ein nichtrechtsfähiger Verein am Sitz des Deutschen Bundestages, der unter anderem „die Interessen der liberalen Kommunalpolitik gegenüber dem FDP-Bundesvorstand, den FDP-Fraktionen in den Landtagen und im Bundestag, gegenüber den kommunalen Spitzenverbänden und der Öffentlichkeit vertritt.“
Die Liberalen Frauen sind „die selbständige, politische Frauenorganisation der FDP. Mitglied kann jede Frau werden, die dem liberalen Gedankengut nahe steht.“ Eine Mitgliedschaft in der FDP ist nicht Voraussetzung. Allerdings ist die gleichzeitige Mitgliedschaft bei den Liberalen Frauen „und einer mit ihr oder der FDP konkurrierenden politischen Organisation ausgeschlossen.“
Im Bundesverband Liberaler Hochschulgruppen „arbeiten liberale und unabhängige Studierende, die sich gemeinsam für die Idee des politischen Liberalismus einsetzen.“ Dazu gehört auch „die Vernetzung mit der Politik, um liberale Ideen und Forderungen aus den Hochschulen in die Gesellschaft tragen zu können“ und „die Zusammenarbeit mit Institutionen, Gesellschaften und Verbänden, die gleiche oder ähnliche Zielsetzungen verfolgen.“ Die FDP ist ihrerseits „die liberale Partei in Deutschland.“
Andere Parteien bezeichnen die ihnen nahestehenden Sonderorganisationen zumeist als Arbeitsgemeinschaften. Die Mittelstands- und Wirtschaftsunion (MIT) beispielsweise „ist eine Vereinigung nach §§ 38 und 39 des Statuts der Christlich Demokratischen Union Deutschlands (CDU) sowie eine Arbeitsgemeinschaft nach § 29 der Satzung der Christlich-Sozialen Union in Bayern e. V. (CSU).“ Sie nimmt satzungsgemäß „Einfluss auf das politische Leben und strebt eine Repräsentanz in den Parlamenten sowie in den Gremien der CDU und CSU an. Die Mitgliedschaft in einer anderen Partei in Deutschland als der CDU bzw. der CSU schließt die Mitgliedschaft in der „Mittelstands- und Wirtschaftsunion“ aus.“

## Österreich
In Österreich existiert ein Spannungsverhältnis zwischen Non-Profit-Organisationen (NPO) und solchen mit Parteinähe. Per Gesetz sind politische Parteien von der Förderung als NPO ausgeschlossen. Neben der Parteien- und Klubförderung sind 2022 in Oberösterreich auch hohe Fördersummen an parteinahe und Vorfeldorganisationen sowie an die Bildungseinrichtungen der Parteien gegangen. Der Fonds zur Förderung von NPOs „habe seit 2020 770 Millionen Euro an gemeinnützige oder kirchliche Organisationen sowie an Freiwillige Feuerwehren ausgezahlt, bei rund 54.000 Geschäftsfällen. Mit den Auszahlungen betraut ist die AWS, die Förderbank des Bundes.“